# Château de Dieskau
Pour les articles homonymes, voir Dieskau.
Le château de Dieskau (Schloß Dieskau) est un château Renaissance allemand situé dans la Saxe-Anhalt à Dieskau, village dépendant de la commune de Kabelsketal. Le château, qui est entouré d'un parc à l'anglaise dessiné en 1778, se trouve à l'ouest du village, au nord de la Reide. Le château est à 7 km au sud-est de Halle. C'est un édifice classé.

## Historique et architecture

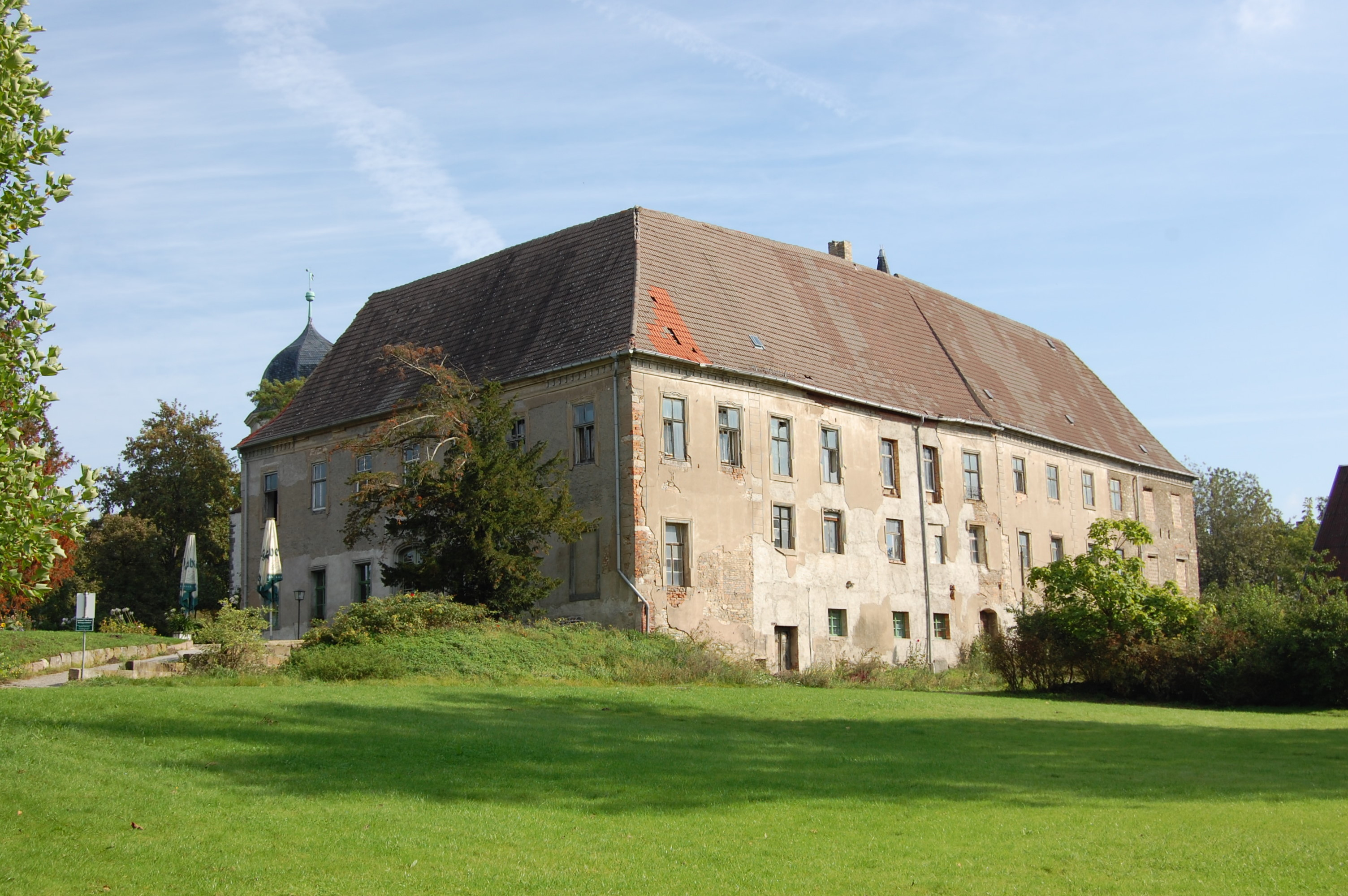
Façade du parc orientée au sud, non restaurée

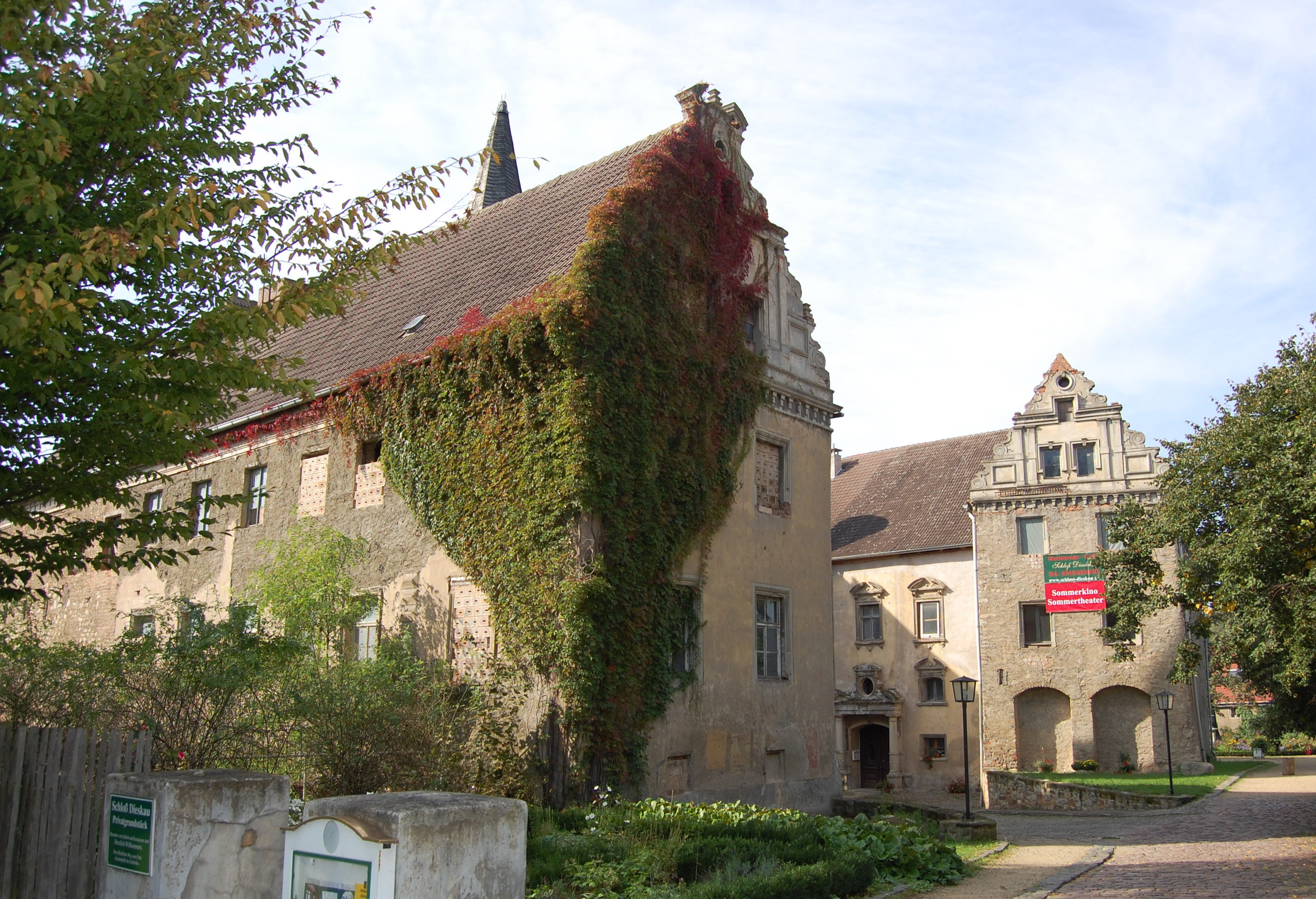
Entrée de la cour du château

Ce château saxon, d'architecture Renaissance tardive, a été construit en plusieurs phases à la place d'un ancien Wasserburg médiéval, à partir de la seconde moitié du XVe siècle et terminé pour sa plus grande partie en 1624 à l'époque de son seigneur, Hieronymus von Dieskau le Jeune (1565-1625). Il a été remanié en 1878-1900 avec des éléments néorenaissance.
Le château qui appartenait à la famille von Dieskau, jusqu'en 1746, a souffert de dommages pendant la Guerre de Trente Ans, la guerre de Sept Ans et en 1812-1813 pendant la Guerre de Libération. Il est ravagé par les troupes croates en 1636 et l'église Sainte-Anne (au nord du château) est détruite. En 1745, le prince Léopold d'Anhalt installe un camp de trente mille hommes dans le parc du château. Le roi Frédéric-Guillaume III de Prusse et la reine Louise s'y arrêtent le 3 juillet 1799 au retour de leur voyage d'hommage dans le duché de Magdebourg et plantent un érable dans le parc. Le château, dont le domaine agricole est agrandi, est acquis par la famille von Bülow dans la seconde moitié du XIXe siècle. Le château a été confisqué par le régime communiste en 1945.
Il se présente sous la forme d'un bâtiment rectangulaire de quatre ailes et de trois étages entourant une cour intérieure. L'aile nord est réduite à la moitié de celle d'origine et date de la seconde moitié du XVIe siècle. Le rez-de-chaussée massif était surmonté à l'origine de deux étages à colombages. L'aile est comporte une tour d'escalier polygonale. Cette partie date de 1458 avec des ossatures croisées d'époque gothique. À l'angle sud-ouest de la cour intérieure du château, on remarque une tourelle d'escalier de style néorenaissance datant du XIXe siècle qui a perdu aujourd'hui sa toiture. L'entrée d'honneur à l'aile sud est ornée d'un portique à œil-de-bœuf avec une plaque datant du XVIIe siècle rappelant que l'aile sud a été construite en deux temps, jusqu'en 1624. L'aile ouest a été terminée au XVIIe siècle.
Une grande salle du rez-de-chaussée de l'aile sud est remarquable par son plafond à caissons (1622-1624) à motifs religieux et inscriptions bibliques. C'est l'un des plus anciens de ce type en Saxe-Anhalt. Les anciennes grandes cuisines de l'aile est ont conservé leurs poutres médiévales. Le grand salon à plafond ovale de l'aile ouest, de style classique berlinois, est décoré de fresques qui sont en cours de restauration. La plus grande partie du château est encore en restauration (2011).
Un restaurant s'est installé au rez-de-chaussée de l'aile ouest. Des représentations de troupes locales sont données au château.

## Le parc

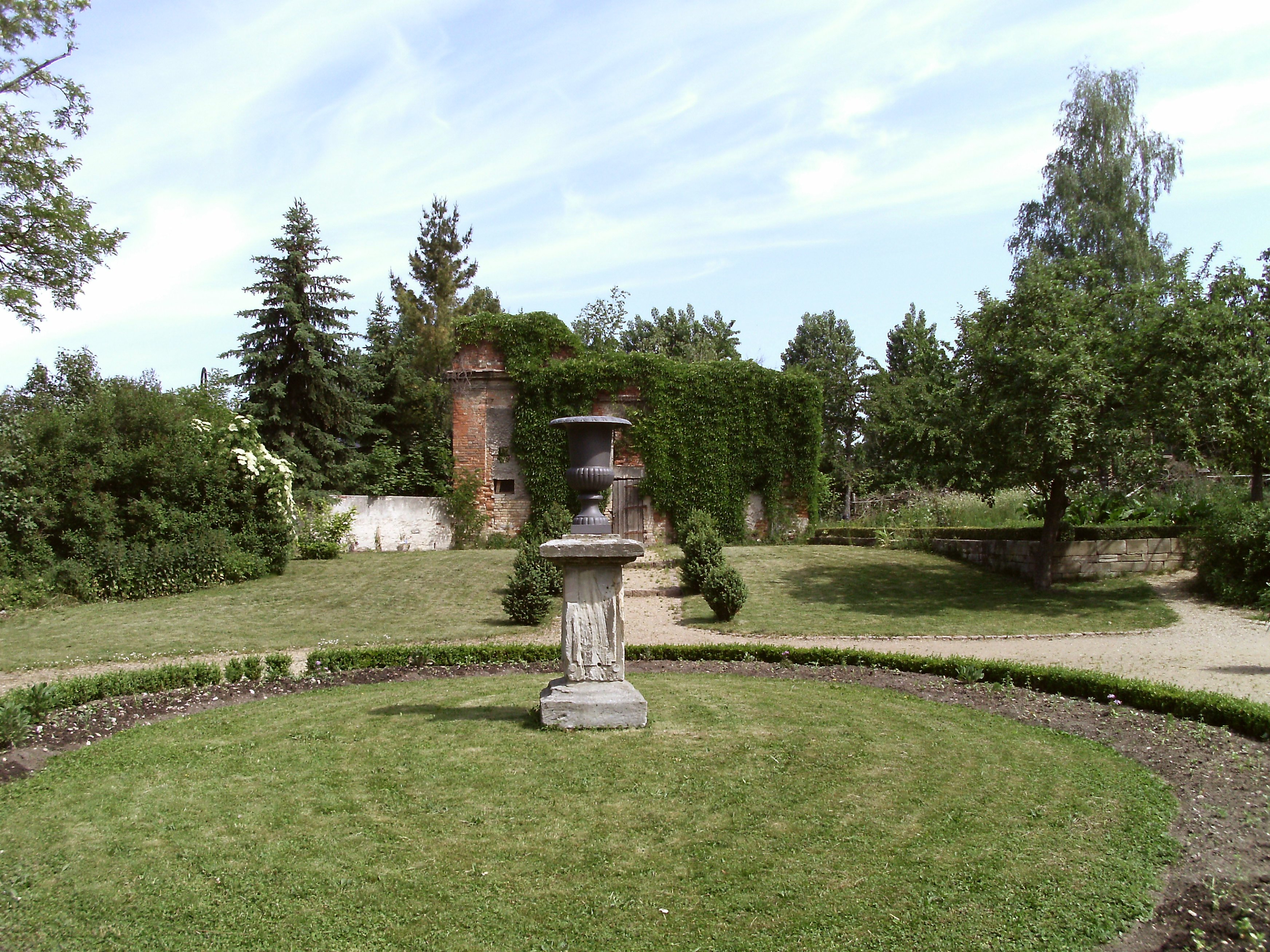
Vue partielle du parc avec l'ancienne orangerie au fond, aujourd'hui en ruine

Le parc qui entoure le château de Dieskau a été redessiné à l'anglaise en 1778-1784 à l'époque de son propriétaire Carl Christoph von Hoffmann, chancelier (c'est-à-dire recteur) de l'université de Halle. Il mesure aujourd'hui 62 hectares et s'étend surtout en direction du sud-ouest à partir du château. C'est la propriété de la commune.
Le parc s'inspire à l'origine de celui de Wörlitz, voulu par Léopold III d'Anhalt-Dessau qui conseille le chancelier pour les plans et lui envoie un jeune jardinier de vingt ans, Schoch, qui marque de son empreinte l'histoire du parc. Celui-ci comprend des étangs, canaux, petits ponts de bois, diverses statues ou colonnes (dont une commémorant le traité de Teschen) et même une maison de bains de style tahitien. Des fabriques sont bâties, certaines dans le style chinois comme une maison de thé. Les canaux sont alimentés par la Reide et le Groß Mühlteich (étang du grand moulin). Différentes allées marquent les points de vue, tandis que des essences exotiques sont plantées du côté nord et du côté est. L'ensemble est représentatif du style de l'Aufklärung.
Le chancelier von Hoffmann étant mort sans enfant, son neveu Carl August Dieskau entretient le parc, puis la propriété passe au milieu du XIXe siècle à la famille von Bülow qui en est chassée par les communistes en 1945. Le parc tombe totalement à l'abandon. Des travaux commencent en 1993 et une association de protection voit le jour en 1999, Park Dieskau, mais le parc est loin d'avoir retrouvé sa splendeur d'origine. La plupart des fabriques ont disparu, l'orangerie est en ruine. Un obélisque dédié à Johann Friedrich Goldhagen subsiste, ainsi que celui en mémoire d'Hoffmann et la colonne du traité de Teschen, etc. Quelques objets modernes ont été installés récemment, comme la Osttor de Jörg Bochow en 2006.

## Illustrations

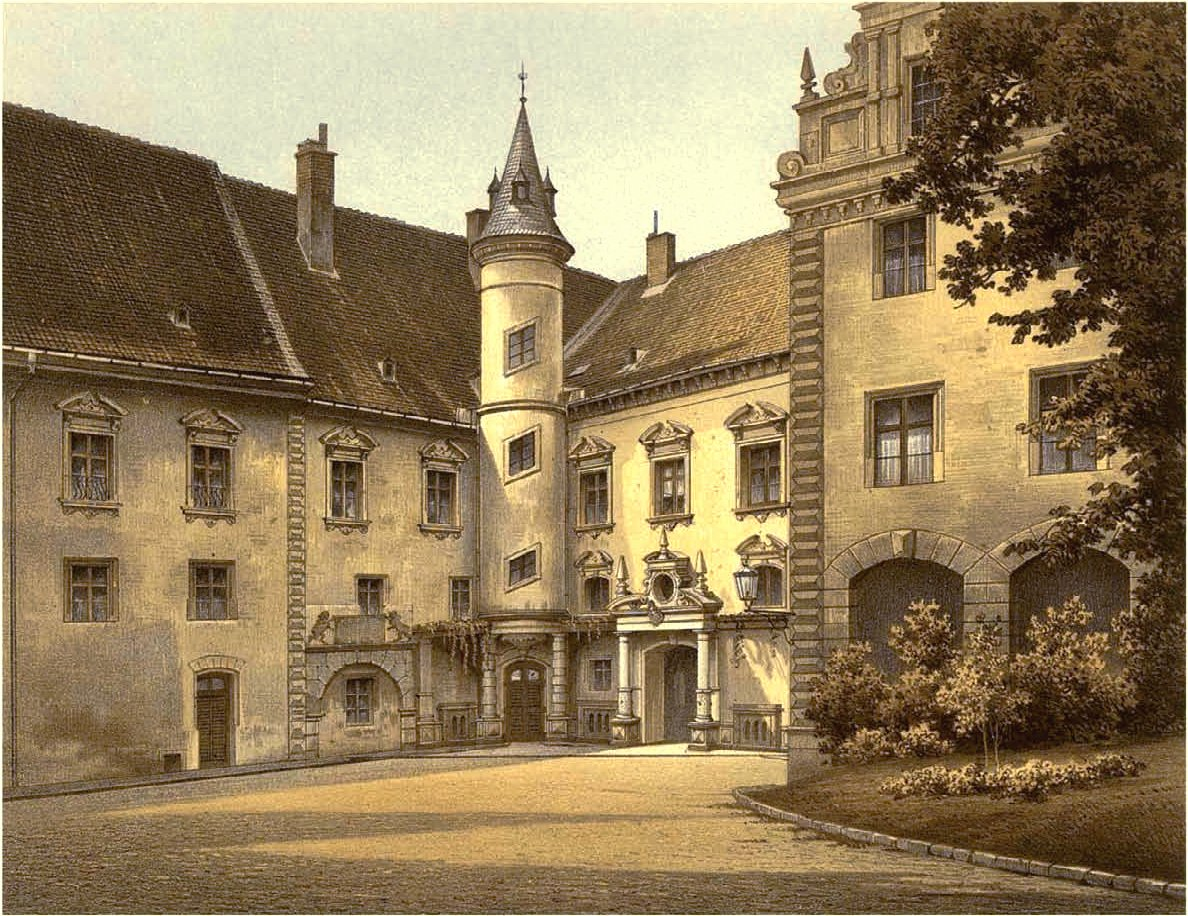
Cour intérieure (collection Alexander Duncker)
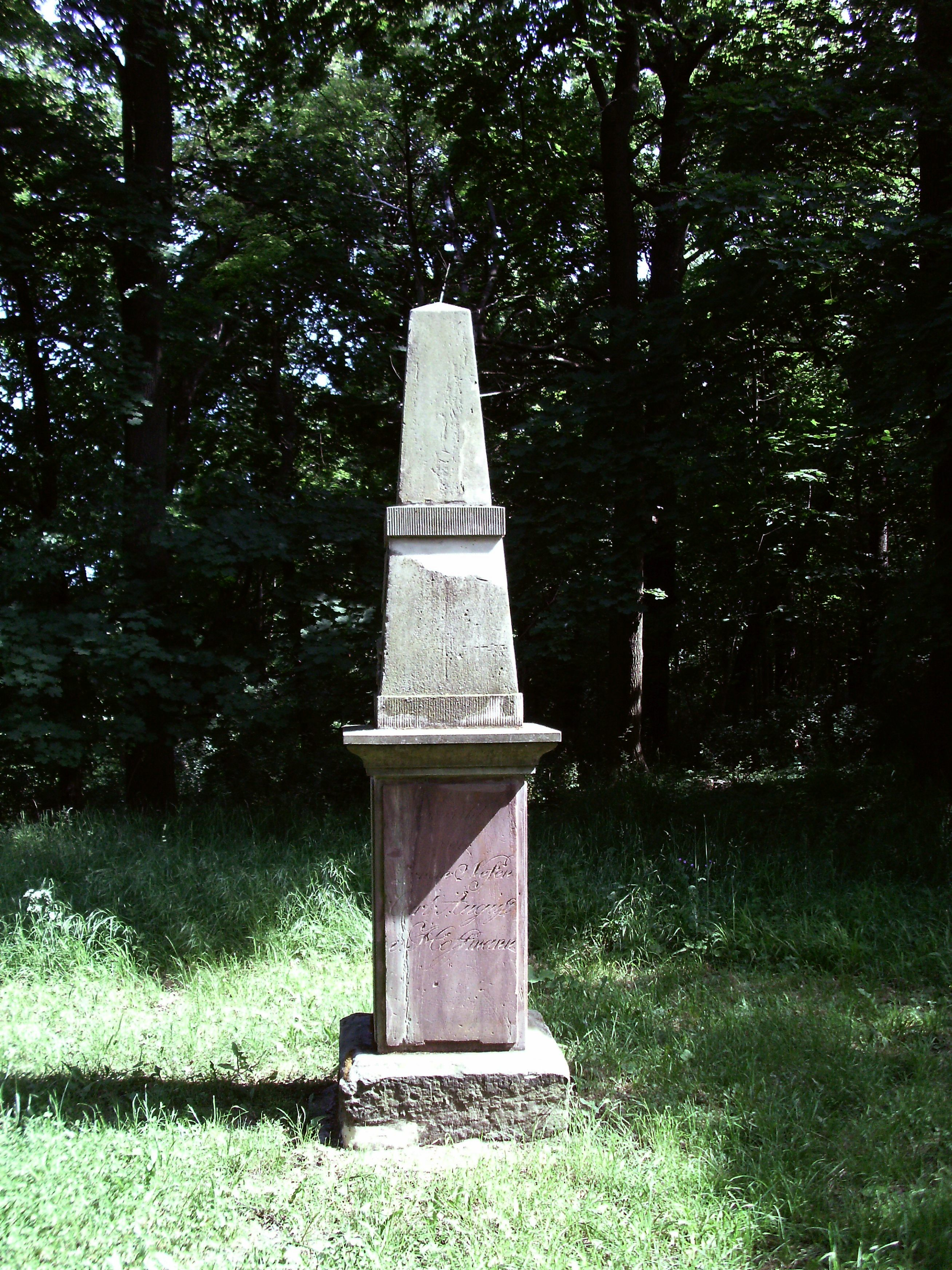
Obélisque érigé en mémoire de Carl Christoph von Hoffmann
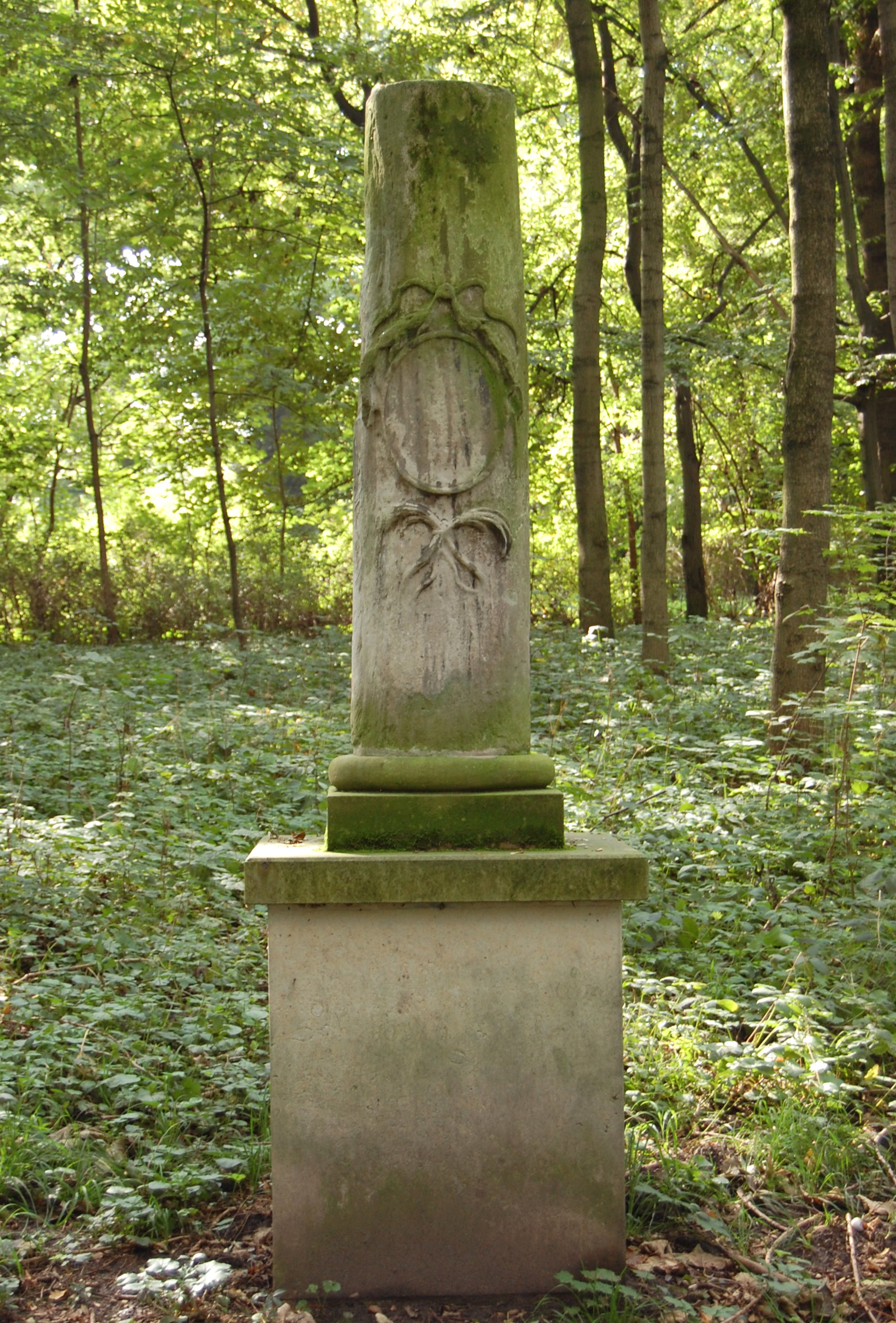
Colonne du parc commémorant le traité de paix de Teschen (1779)
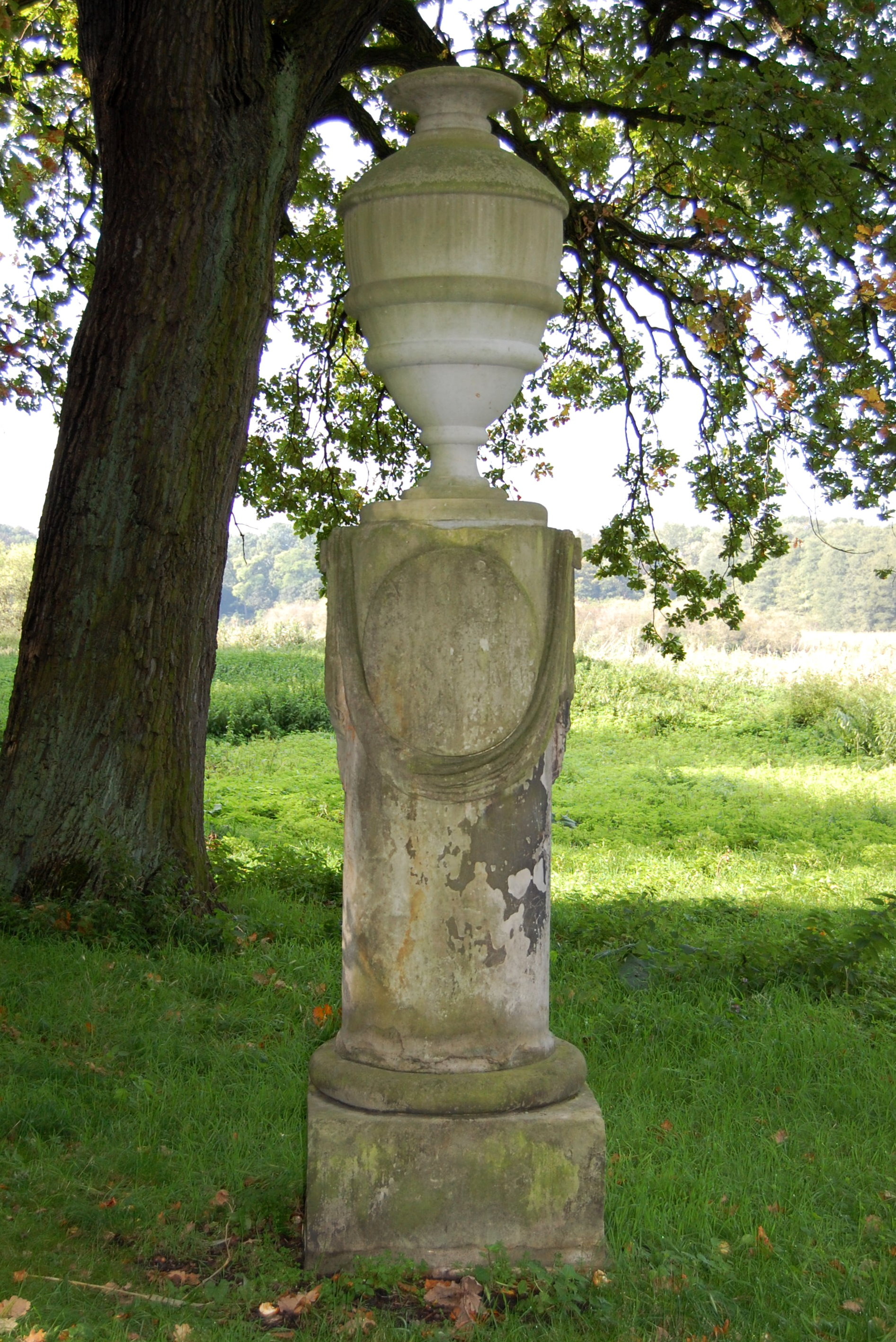
Vase dit du Père Hoffmann dans le parc